# (2366) Aaryn
(2366) Aaryn es un asteroide que forma parte del cinturón de asteroides y fue descubierto el 10 de enero de 1981 por Norman G. Thomas desde la estación Anderson Mesa, en Flagstaff, Estados Unidos.

## Designación y nombre
Aaryn se designó al principio como 1981 AC1.
Más tarde fue nombrado en honor de Aaryn G. Baltutis, nieto del descubridor.

## Características orbitales
Aaryn orbita a una distancia media del Sol de 2,241 ua, pudiendo alejarse hasta 2,526 ua y acercarse hasta 1,955 ua. Su excentricidad es 0,1275 y la inclinación orbital 1,083°. Emplea 1225 días en completar una órbita alrededor del Sol.